# Laurel (Delaware)
Laurel je gradić u američkoj saveznoj državi Delaware. Prema popisu stanovništva iz 2010. u njemu je živjelo 3.708 stanovnika.